# Antimuon
Een antimuon is het antideeltje van een muon.
Een antimuon is een elementair deeltje of subatomair deeltje, meer bepaald een lepton. Het heeft spin 1/2 en is dus een fermion. Het heeft precies dezelfde eigenschappen als het muon, maar dan gespiegeld. De twee zijn dus antimaterie en materie en annihileren elkaar als ze elkaar ontmoeten. Het antimuon (2e generatie) is een neef van het positron (1e generatie, eerst ontdekt, lichtst, meest stabiel) en het antitau (3e generatie, laatst ontdekt, zwaarst, minst stabiel). Zie het standaardmodel voor meer gegevens.